# Atak na Borotę
Atak na Borotę – 6 stycznia 2006 roku rozpoczęło się starcie, w leżącej na wschód od miasta Adré, osadzie Borota.
Atak nastąpił po przekroczeniu granicy Sudanu i Czadu przez oddziały sudańskiej milicji (Dżandżawidzi). Zostały zaatakowane osady Borota, Adé oraz Moudaina. W walkach zginęło dziewięć osób, a kolejne trzy zostały ciężko ranne.
Incydent został potwierdzony przez organizację Human Rights Watch, mającą w rejonie Boroty swoich pracowników. W sumie od połowy grudnia sudańska milicja dokonała kilkudziesięciu napadów w rejonie transgranicznym. Czterdzieści wiosek w okolicy Boroty, które były atakowane, zostało opuszczonych przez mieszkańców. W atakach przeprowadzonych od 16 grudnia do 20 stycznia zostało zabitych szesnastu mieszkańców wsi a dalszych sześciu zostało rannych.